# Michal Ďuriš
Michal Ďuriš (* 1. Juni 1988 in Uherské Hradiště, Tschechoslowakei, heute Tschechien) ist ein slowakischer Fußballnationalspieler, der aktuell bei Karmiotissa FC auf Zypern unter Vertrag steht.

## Karriere

### Verein
Ďuriš ging mit 14 Jahren zum FK Dukla Banská Bystrica, wo er zunächst im Nachwuchs und ab 2005 auch in der ersten Mannschaft spielte. 2010 wechselte er zum tschechischen Erstligisten Viktoria Pilsen, mit dem er auf Anhieb Meister wurde. Für den Verein war dies der erste Meistertitel, nachdem sie in der Vorsaison erstmals tschechischer Pokalsieger geworden waren. Als Meister gewannen sie dann auch den Supercup, allerdings erst im Elfmeterschießen, wobei er den ersten verwandelte. Durch die Meisterschaft war der Verein erstmals für die UEFA Champions League qualifiziert, wo die Gruppenphase erreicht wurde. Hier belegten sie hinter Titelverteidiger FC Barcelona und dem AC Mailand den dritten Platz, durch den sie noch für das Sechzehntelfinale der UEFA Europa League qualifiziert waren. Hier verloren sie nach einem 1:1 im Heimspiel das Rückspiel gegen den FC Schalke 04 mit 1:3 nach Verlängerung. In der Liga konnten sie den Titel zwar nicht verteidigen, waren als Dritter aber für die 2. Qualifikationsrunde der Europa League 2012/13 qualifiziert. Mit fünf Toren hatte er dann maßgeblichen Anteil, dass Pilsen die Gruppenphase erreichte in der die Mannschaft als Gruppensieger Atlético Madrid hinter sich lassen und bis ins Achtelfinale vorstoßen konnte. Dort war dann aber Fenerbahçe Istanbul stärker. In der Meisterschaft konnten sie dagegen den Erfolg von 2011 wiederholen. Damit waren sie für die 2. Qualifikationsrunde der Champions League 2013/14 qualifiziert. Mit zwei Toren hatte er einen kleinen Anteil daran, dass sie die Gruppenphase erreichten. In dieser hatten sie aber gegen den Titelverteidiger FC Bayern München und Manchester City keine Chance und gewannen nur das letzte Spiel gegen ZSKA Moskau. Mit diesem Sieg wurden sie aber noch Dritter und konnten im Sechzehntelfinale UEFA Europa League weiterspielen, wo sie Schachtar Donezk ausschalteten, dann aber im Achtelfinale an Olympique Lyon scheiterten. In der Liga verloren sie den Titel an Sparta Prag, waren aber als Vizemeister noch für die 3. Qualifikationsrunde der Europa League 2014/15 qualifiziert. Hier scheiterte Pilsen aber ebenso wie der Ligakonkurrent FK Mladá Boleslav, an den er zur Saison 2014/15 ausgeliehen war. Mit drei Toren hatte er in der 2. Qualifikationsrunde aber mit dafür gesorgt, dass Boleslav die 3. Runde gegen Olympique Lyon erreichte. Zur Saison 2015/16 kehrte er nach Pilsen zurück, wurde mit 16 Toren zweitbester Torschütze der Liga und hatte damit maßgeblichen Anteil an der erneuten Meisterschaft. Anfang 2017 folgte der Wechsel zum russischen Verein FK Orenburg und nur ein Jahr später zunächst die Ausleihe zu Anorthosis Famagusta auf Zypern. Seit Juli 2018 stand er dort fest unter Vertrag und wechselte 2020 weiter zum Ligarivalen Omonia Nikosia. Dort gewann er ein Jahr später die nationale Meisterschaft. In der Winterpause 2021/22 unterschrieb er dann einen Vertrag bei Ethnikos Achnas und schon nach sechs Monaten ging er weiter zum Ligarivalen Karmiotissa FC. Nach einer Saison wechselte er zum Othellos Athienou, wurde aber nach zwei Ligaspielen an Spartak Trnava ausgeliehen. Im Januar 2024 kehrte er für sechs Ligaspiele wieder nach Zypern zurück und wechselte im Februar wieder zu Spartak Trnava.

### Nationalmannschaft
Der in Uherské Hradiště, an der Grenze der heutigen Tschechischen Republik zur Slowakei geborene Ďuriš kam im ersten und den drei letzten Spielen der Qualifikation für die U-21-EM 2011 zum Einsatz. Mit der 1:4-Heimniederlage gegen Norwegen im letzten Spiel, bei dem er in der 49. Minute beim Stand von 0:1 die Gelb-Rote Karte erhielt, verspielten die Slowaken aber den Gruppensieg und damit auch die Qualifikation für die Playoffs, die sie als neuntbeste Gruppenzweiten verpassten.
Fast zwei Jahre später kam er am 15. August 2012 beim 3:1 im Freundschaftsspiel gegen Dänemark zu seinem ersten Einsatz in der A-Nationalmannschaft der Slowakei, als er zur zweiten Halbzeit eingewechselt wurde. In den nächsten Jahren wurde er regelmäßig eingesetzt und kam in der Qualifikation für die WM 2014 zu sechs Einsätzen. Die Slowaken belegten aber mit zwölf Punkten Rückstand hinter Griechenland und Bosnien-Herzegowina nur den dritten Platz.
Besser lief es in der Qualifikation für die EM 2016, wo er in sechs Spielen eingesetzt wurde, u. a. beim 2:1-Sieg gegen Titelverteidiger Spanien. Nachdem sich die Slowaken dann erstmals für eine EM-Endrunde qualifiziert hatten, erzielte er am 13. November 2015 beim 3:2-Sieg gegen die Schweiz seine ersten beiden Länderspieltore zum 1:0 und 2:0. Vier Tage später erzielte er dann gegen Island das Tor zum 3:1-Endstand.
Am 16. Mai 2016 wurde er von Nationaltrainer Ján Kozák in den vorläufigen Kader mit 27 Spielern für die EM-Endrunde berufen. Beim 3:1-Sieg im Testspiel gegen Weltmeister Deutschland gelang ihm dann am 29. Mai das Tor zum zwischenzeitlichen 2:1. Einen Tag später wurde er dann auch für den endgültigen Kader nominiert. Beim ersten EM-Spiel der Slowaken, das sie mit 1:2 gegen die ebenfalls ihr erstes EM-Spiel bestreitenden Waliser verloren, stand er in der Startelf. Er wurde in der 61. Minute ebenso wie Patrik Hrošovský ausgewechselt. Eine Minute später erzielte Ondrej Duda, einer der beiden eingewechselten Spieler, das Tor zum zwischenzeitlichen 1:1-Ausgleich. In der Partie gegen Russland kam er als Einwechselspieler in der Schlussviertelstunde beim Stand von 2:0 zum Einsatz. Gegen England pausierte er dann zum Abschluss der Gruppenrunde, kehrte aber im Achtelfinale wieder in die Startaufstellung zurück. Gegen Deutschland verlor das Team und schied aus.
In der nach der EM begonnenen Qualifikation für die WM 2018 kam er in sechs der zehn Spiele zum Einsatz. Als schlechteste Gruppenzweite verpassten die Slowaken die WM-Endrunde. In der UEFA Nations League 2018/19 hatte er nur einen Einsatz beim einzigen Sieg, dem 4:1 gegen Gruppensieger Ukraine. In der Qualifikation für die Fußball-Europameisterschaft 2020 wurde er in fünf der acht Gruppenspiele eingesetzt. Am Ende reichte es nur zu Platz 3. Da sich die Gegner in der Nations League aber direkt für die EM qualifizieren konnten, konnten sich die Slowaken noch über die Playoffs im März 2020 für das Turnier qualifizieren. Duris wurde für das Turnier in den slowakischen Kader berufen, kam aber mit diesem aber nicht über die Gruppenphase hinaus. Trotzdem kam er in alle drei Turnierspielen dort zum Einsatz.

## Erfolge
- Tschechischer Meister: 2011, 2013, 2016
- Tschechischer Superpokalsieger: 2011
- Zyprischer Meister: 2021
- Slowakischer Pokalsieger: 2024/25